# Liste der Nummer-eins-Hits in Finnland (1977)
Dies ist eine Liste der Nummer-eins-Hits in Finnland im Jahr 1977. Sie basiert auf den offiziellen Single Top und den Album Top, die im Auftrag von Musiikkituottajat, der finnischen Landesgruppe der IFPI, erstellt werden.

## Singles
| | Liste der Nummer-eins-Hits in Finnland | Liste der Nummer-eins-Hits in Finnland | Liste der Nummer-eins-Hits in Finnland             | 1978 →                    |
| \| Zeitraum \| Wo. ges. \| Interpret \| Titel Autor(en) \| Zusätzliche Informationen \| \| (Zeitraum, Wochen auf Platz eins, Interpret, Titel, Autor[en], zusätzliche Informationen) \| \| \| \| \| \| ----------------------------------------------------------------------------------------- \| -------- \| ------------ \| -------------------------------------------------- \| ------------------------- \| \| Januar 1977 1 Monat \| 1 \| Boney M. \| Daddy Cool Musik: Frank Farian; Text: George Reyam \| – \| \| Januar 1977 – Mai 1977 5 Monate \| 5 \| Tapani Kansa \| R-A-K-A-S \| – \| \| Juni 1977 – September 1977 4 Monate \| 4 \| Danny & Armi \| Tahdon olla sulle hellä \| – \| \| Oktober 1977 1 Monat \| 1 \| Danny & Armi \| Kaiken sulle antaisin \| – \| \| November 1977 – Februar 1978 4 Monate \| 4 \| Baccara \| Yes Sir, I Can Boogie Rolf Soja, Frank Dostal \| – \| |                                        |                                        |                                                    |                           |
| |                                        |                                        |                                                    | → 1978 →                  |
| Zeitraum | Wo. ges.                               | Interpret                              | Titel Autor(en)                                    | Zusätzliche Informationen |
| (Zeitraum, Wochen auf Platz eins, Interpret, Titel, Autor[en], zusätzliche Informationen) |                                        |                                        |                                                    |                           |
| Januar 1977 1 Monat | 1                                      | Boney M.                               | Daddy Cool Musik: Frank Farian; Text: George Reyam | –                         |
| Januar 1977 – Mai 1977 5 Monate | 5                                      | Tapani Kansa                           | R-A-K-A-S                                          | –                         |
| Juni 1977 – September 1977 4 Monate | 4                                      | Danny & Armi                           | Tahdon olla sulle hellä                            | –                         |
| Oktober 1977 1 Monat | 1                                      | Danny & Armi                           | Kaiken sulle antaisin                              | –                         |
| November 1977 – Februar 1978 4 Monate | 4                                      | Baccara                                | Yes Sir, I Can Boogie Rolf Soja, Frank Dostal      | –                         |

## Alben
| | Liste der Nummer-eins-Hits in Finnland | Liste der Nummer-eins-Hits in Finnland | Liste der Nummer-eins-Hits in Finnland | 1978 →                    |
| \| Zeitraum \| Wo. ges. \| Interpret \| Titel \| Zusätzliche Informationen \| \| (Zeitraum, Wochen auf Platz eins, Interpret, Titel, zusätzliche Informationen) \| \| \| \| \| \| ------------------------------------------------------------------------------ \| -------- \| -------------------------- \| ------------------ \| ------------------------- \| \| Januar 1977 1 Monat \| 1 \| Katri Helena \| Lady Love \| – \| \| Februar 1977 1 Monat \| 1 \| Marion \| Marion 77 \| – \| \| März 1977 – April 1977 2 Monate \| 2 \| (Verschiedene Interpreten) \| Finnhits 5 \| – \| \| Mai 1977 1 Monat \| 1 \| Electric Light Orchestra \| A New World Record \| – \| \| Juni 1977 1 Monat (insgesamt 3) \| 3 \| Boney M. \| Love for Sale \| – \| \| Juli 1977 1 Monat (insgesamt 3) \| 3 \| Smokie \| Greatest Hits \| – \| \| August 1977 – September 1977 2 Monate (insgesamt 3) \| 3 \| Boney M. \| Love for Sale \| – \| \| Oktober 1977 1 Monat \| 1 \| (Verschiedene Interpreten) \| Finnhits 6 \| – \| \| November 1977 – März 1978 5 Monate \| 5 \| Baccara \| Baccara \| – \| |                                        |                                        |                                        |                           |
| |                                        |                                        |                                        | → 1978 →                  |
| Zeitraum | Wo. ges.                               | Interpret                              | Titel                                  | Zusätzliche Informationen |
| (Zeitraum, Wochen auf Platz eins, Interpret, Titel, zusätzliche Informationen) |                                        |                                        |                                        |                           |
| Januar 1977 1 Monat | 1                                      | Katri Helena                           | Lady Love                              | –                         |
| Februar 1977 1 Monat | 1                                      | Marion                                 | Marion 77                              | –                         |
| März 1977 – April 1977 2 Monate | 2                                      | (Verschiedene Interpreten)             | Finnhits 5                             | –                         |
| Mai 1977 1 Monat | 1                                      | Electric Light Orchestra               | A New World Record                     | –                         |
| Juni 1977 1 Monat (insgesamt 3) | 3                                      | Boney M.                               | Love for Sale                          | –                         |
| Juli 1977 1 Monat (insgesamt 3) | 3                                      | Smokie                                 | Greatest Hits                          | –                         |
| August 1977 – September 1977 2 Monate (insgesamt 3) | 3                                      | Boney M.                               | Love for Sale                          | –                         |
| Oktober 1977 1 Monat | 1                                      | (Verschiedene Interpreten)             | Finnhits 6                             | –                         |
| November 1977 – März 1978 5 Monate | 5                                      | Baccara                                | Baccara                                | –                         |

Siehe auch: Nummer-eins-Hits 1977 in  Australien, Belgien, Deutschland, Frankreich, Irland, Italien, Japan, Kanada, Neuseeland, den Niederlanden, Norwegen, Österreich, Schweden, der Schweiz, Spanien, den Vereinigten Staaten und im Vereinigten Königreich.